# Julián Sanz del Río
Julián Sanz del Río (Torre Arévalo, Sòria, 1814 - Madrid, 1869) fou un filòsof i uns dels impulsors del krausisme a Espanya.
Va estudiar a Granada i finalment a Madrid, on va ser catedràtic d'Història de la Filosofia. En 1843 va ser enviat a fer estudis a Alemanya, on es va impregnar de la filosofia de Krause. Va impulsar el seu coneixement a Espanya, cosa que va donar lloc a la branca espanyola del krausisme, la qual provocà importants canvis a la vida intel·lectual d'aquest país entre els segles XIX i xx. Un dels seus deixebles més destacats fou Francisco Giner de los Ríos, fundador i director de la Institución Libre de Enseñanza.
Entre les seves obres destaquen Lecciones para el sistema de filosofía analítica de Krause (1850), Sistema de filosofía; Metafísica (Primera part, Análisis, 1860; Segona part; Síntesis, (1874); Análisis del pensamiento racional, 1877; Filosofía de la muerte (1877).